# 马珊珊
马珊珊（1979年5月—），女，汉族，天津市人，中国共产党党员。中华人民共和国政治人物。西北农林科技大学货币银行学专业毕业，天津市委党校研究生学历，经济学硕士。曾任天津市审计局党组书记、局长，现任中共天津市南开区委书记。

## 生平
2001年参加工作，历任天津市津南区科委信息科科员，八里台镇政府镇长助理。
2008年，任天津市津南区八里台镇政府科技副镇长。
2011年起，历任天津市津南区北闸口镇党委副书记、镇长、党委书记、人大主席。
2016年，任天津市津南区委常委、统战部部长。
2017年9月，转任天津市武清区委常委、区纪委书记。
2020年6月，任天津市审计局局长。
2022年7月，任天津市南开区委书记，为时任最年轻直辖市区委书记。